# Lizenzmanagementsoftware
Mit einer Lizenzmanagementsoftware können Firmen und Organisationen ihre Softwarelizenzen verwalten. Hauptziel dabei ist es festzustellen, ob man die richtige Menge von Softwarelizenzen hat im Vergleich zur tatsächlich eingesetzten Software.

## Funktion
Mit einer Lizenzmanagementsoftware wird in einer Datenbank erfasst, einerseits wie viele Softwareprodukte tatsächlich eingesetzt werden (Softwareinventar) und andererseits wie viele Lizenzen erworben wurden (Lizenzinventar). Schließlich werden bei einem Compliancecheck die beiden Inventare miteinander verglichen, und eine eventuell sich ergebende Differenz wird als Über- oder Unterlizenzierung ausgewiesen.
Idealerweise werden dabei im Regelbetrieb die beiden Inventare automatisch erstellt, sodass der Input der Lizenzmanagementsoftware keines großen Aufwandes bedarf. Auf der anderen Seite stellt die Software Reports als Grundlage für Managemententscheidungen zur Verfügung.

## Produkte am Markt
- FLEXnet Publisher von Flexera Software
- IBM LUM, IBM License Use Management
- Snow License Manager, Snow Software
- Aspera SmartTrack, Aspera